# グラン・パタ駅
グラン・パタ駅（グラン・パタえき、マレー語:Stesen Gelang Patah）は、マレーシアのジョホール州グラン・パタにある、マレー鉄道タンジュン・プレパス支線の駅である。

## 概要
タンジュン・プレパス支線は貨物列車のみの運行であるため、客扱いは無い。

## 歴史
- 2002年1月21日 - 駅開業。（タンジュン・プレパス支線開業にともなう）

## 駅構造
ホームを持たない地上駅である。駅舎は北西側にあるが本線から離れている。南東側に行違線があり、列車交換ができる。